# Beverly Hills Cop II - Un piedipiatti a Beverly Hills II
Beverly Hills Cop II - Un piedipiatti a Beverly Hills II (Beverly Hills Cop II) è un film del 1987 diretto da Tony Scott, sequel di Beverly Hills Cop - Un piedipiatti a Beverly Hills.

## Trama
Beverly Hills è colpita da una serie di rapine enigmatiche compiute da una banda esperta, che calcola meticolosamente i tempi d'azione e lascia sui luoghi del colpo solo lettere dell'alfabeto, al punto che vengono ribattezzati "Banda dell'alfabeto". Andrew Bogomil, che è stato appena sospeso dal nuovo capo della polizia, l'antipatico e autoritario Harold Lutz, scopre dei movimenti sospetti intorno a un magazzino federale. Viene però notato, e poco dopo è vittima di un attentato da parte di una misteriosa bionda, che lo lascia in fin di vita sulla strada. Contemporaneamente, a Detroit, il poliziotto Axel Foley apprende dalla TV dell'attentato contro l'amico e vola subito a Beverly Hills, mollando di nascosto le indagini che stava svolgendo nella sua città e dichiarando di avere ricevuto un urgente incarico federale, mentendo. Giunto a destinazione, Foley collabora coi suoi vecchi amici, John Taggart e Billy Rosewood, all'insaputa di Lutz (che li ha relegati al ruolo di controllori del traffico).
Foley si mette subito all'opera col suo proverbiale stile, fingendo di essere tutt'altro che un poliziotto e requisisce un'immensa villa in ristrutturazione, dopo avere allontanato gli operai spacciandosi per un ispettore dell'edilizia. Per avere informazioni su alcuni proiettili modificati trovati da Taggart e Rosewood riesce a entrare in un club di tiro a segno, dove incontra, senza saperlo, la donna che voleva uccidere Bogomil. Si tratta di Karla Fry, vicedirettrice del club, che sospetta immediatamente che Axel sia un poliziotto e avvisa gli altri membri della banda, Cain e Dent, i quali decidono di ucciderlo. Dopo essere sfuggiti a un agguato, Axel, Taggart e Rosewood rinvengono delle impronte digitali, che scoprono essere associate a Charles Cain, direttore del club di tiro a segno. Introdottisi di notte nella sua dimora, vi scoprono un foglietto che indica delle coordinate geografiche corrispondenti ad un deposito di banconote. Recatisi lì di gran carriera, riescono a sventare la rapina in atto, mettendo in fuga i criminali.
Proseguendo le indagini, i tre scopriranno che la mente dell'operazione è Maxwell Dent, un ricco uomo d'affari sull'orlo del fallimento, che, aiutato proprio da Karla, sua amante, intende sfruttare il ricavato delle rapine per comprare tonnellate di armi da un losco trafficante, per poi rivenderle in America centrale. L'ultimo colpo, prima di lasciare gli Stati Uniti, consiste nell'organizzare una rapina presso il suo stesso ippodromo, che è assicurato per una grande somma di denaro. Durante la rapina Cain viene ucciso da Karla, in modo da permettere alla polizia di risolvere il caso dell'alfabeto, trovare un colpevole e permettere a lei e a Dent di lasciare indisturbati il paese. Ma i tre poliziotti scoprono le intenzioni del duo e, recatisi ai pozzi petroliferi di Dent, dopo un violentissimo conflitto a fuoco uccidono Dent e Karla, fanno arrestare i loro complici e ottengono anche il licenziamento di Lutz da parte del sindaco della città, che nominerà al suo posto un convalescente e più meritevole Bogomil.

## Curiosità
- Sulla porta della camera da letto di Billy Rosewood c'è il poster di Cobra, film con Sylvester Stallone e Brigitte Nielsen uscito l'anno precedente. Stallone, in origine, avrebbe dovuto essere il protagonista della serie al posto di Eddie Murphy: scrisse parte della sceneggiatura del primo capitolo prima di rinunciarvi e tra le sue idee, poi accantonate, ci fu anche quella di dare il cognome Cobretti (per poterlo soprannominare "Cobra") proprio al protagonista di Beverly Hills Cop.
- Come accade in altri film di Tony Scott, anche in questo viene fatto un riferimento a Charles Bronson.
- L'auto utilizzata come copertura dall'ispettore Foley è una Ferrari 328 GTS, ma viene usata anche una Ferrari 308 GTS.
- Il parcheggiatore all'ingresso della festa di beneficenza di Playboy è un giovane Chris Rock in una delle sue prime apparizioni cinematografiche.
- Alla festa di Playboy c'è un cameo dello stesso Hugh Hefner, fondatore della rivista, che viene salutato da Axel.

## Riconoscimenti
- 1988 - Premio Oscar
  - Nomination Miglior canzone (Shakedown) a Harold Faltermeyer, Keith Forsey e Bob Seger
- 1988 - Golden Globe
  - Nomination Miglior canzone (Shakedown) a Harold Faltermeyer, Keith Forsey e Bob Seger
- 1987 - Razzie Award
  - Peggior canzone (I Want Your Sex) a George Michael